# Abschnittswall Brohl-Lützing

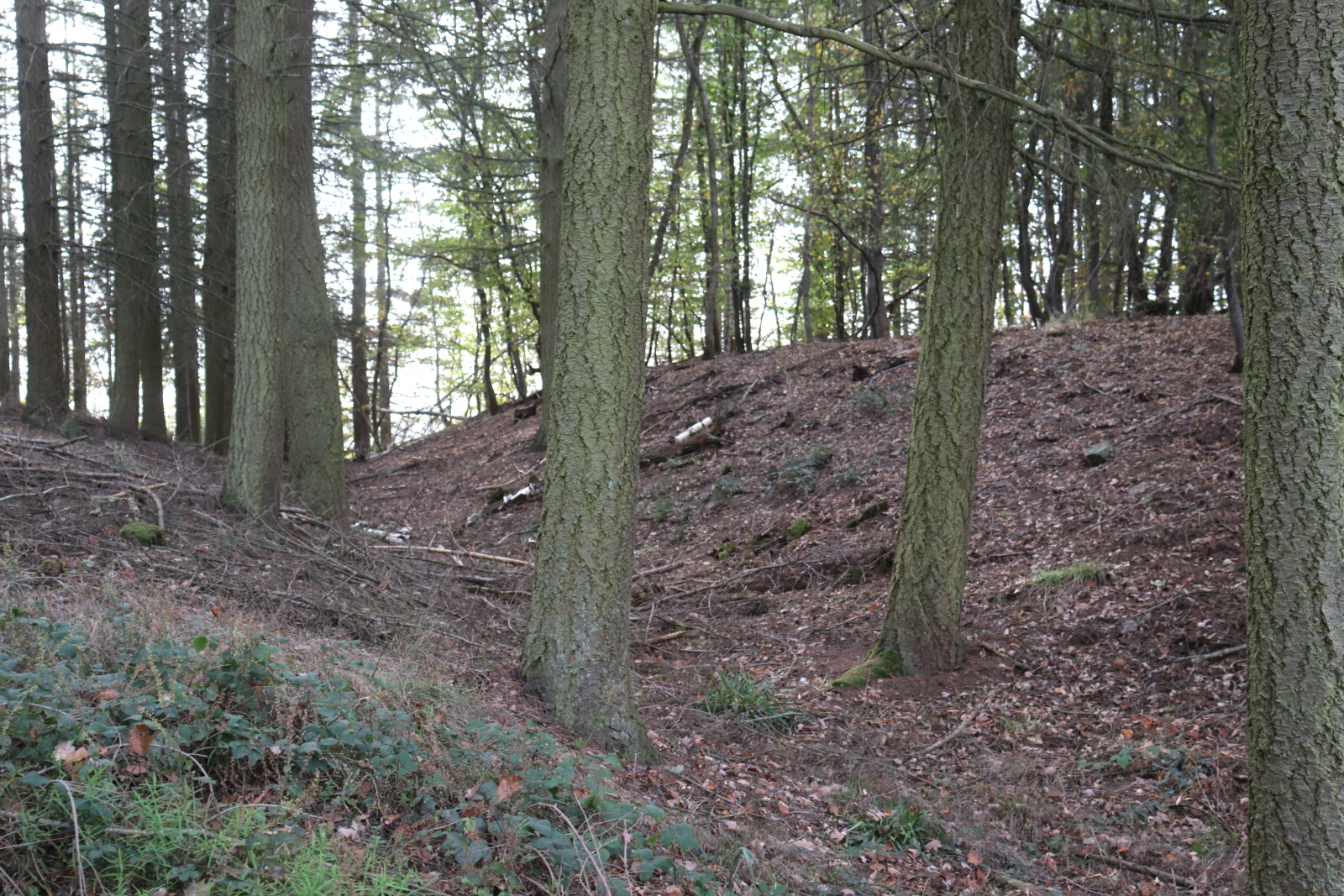
Wallgraben Brohl-Lützing

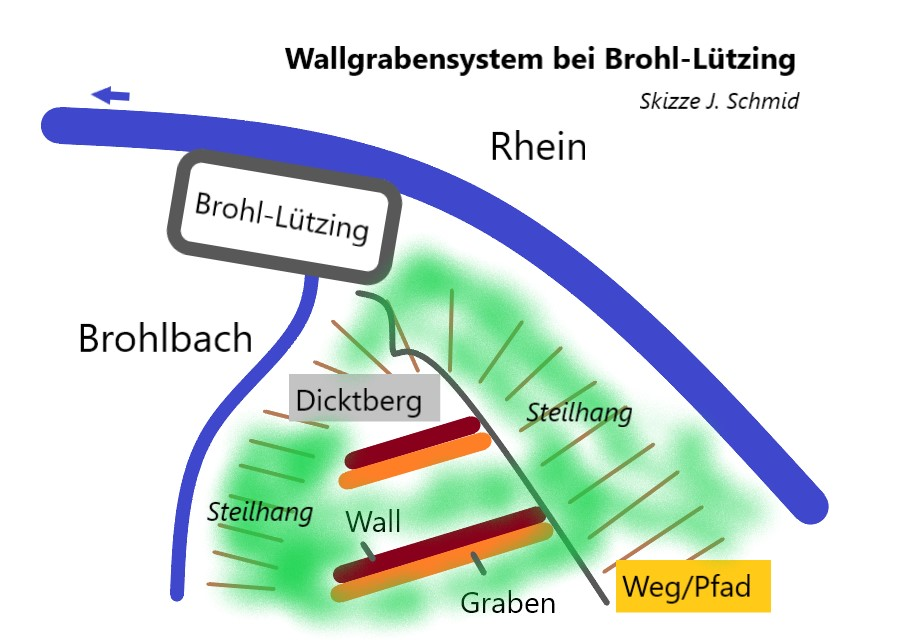
Lageskizze des Wallgrabensystems bei Brohl-Lützing

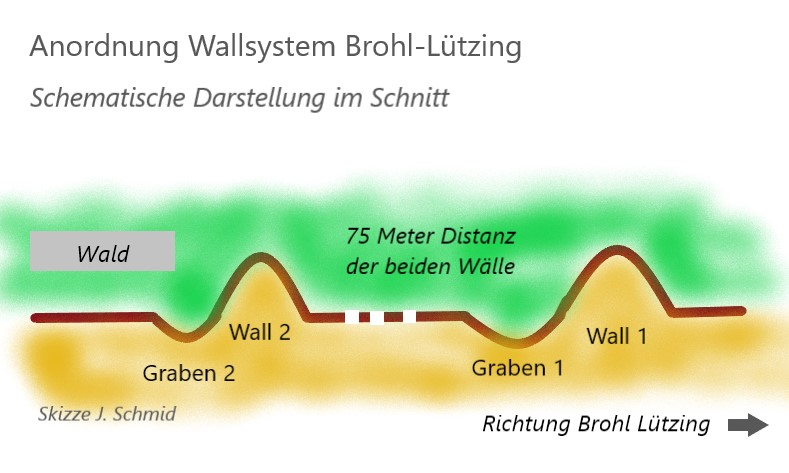
Schnitt des Wallgrabensystems Am Dicktberg bei Brohl-Lützing (Rhein)

Der Abschnittswall Brohl-Lützing ist Abschnittswall in der linksrheinisch gelegenen Gemarkung der Ortsgemeinde Brohl-Lützing auf dem Hochplateau, das an dieser Stelle vom in den Rhein mündenden Brohlbach und dem Rhein selbst begrenzt wird. Sie wird eingestuft als eisenzeitliche Abschnittsbefestigung, als mögliche Entstehungszeit wird das 6. vorchristliche Jahrhundert angegeben.

## Geschichte
Die Anlage besteht aus zwei in 75 Meter Abstand aufeinander folgenden Wällen im Distrikt Eichels, denen jeweils ein Graben vorgelagert ist. Eine vorgeschichtliche Bebauung ist dort bisher noch nicht nachgewiesen.
1915 ist in der Gebietskarte Landschaft im Wandel Rheinland-Pfalz, Landesamt für Vermessung und Geobasisinformation vom Alkerhof oberhalb von Fornich in nördlicher Richtung abgehend ein Pfad Richtung der beiden Wälle eingezeichnet. Der Pfad endet heute als Feldweg im Bereich der beiden Wälle und geht in einen schmalen Fußpfad über, der sich über ein steil abfallendes felsiges Gelände ins Tal hinunter nach Brohl-Lützing fortsetzt. Ein kartenmäßiger Eintrag des Landesamts für Vermessung Rheinland-Pfalz erschien 1970.
Der Eintrag in der Liste der Naturdenkmale in Brohl-Lützing erwähnt als Quelle einen im Heimatjahrbuch 1954 des Kreises Ahrweiler erschienenen Artikel Naturschutz im Kreise Ahrweiler von Rektor Rausch aus Ahrweiler mit dem Hinweis auf eine keltische Ringanlage auf dem Diktberg bei Brohl.
Die Anordnung des Wallgrabensystems folgt jedoch nicht dem typischen Aufbau einer derartigen Ringanlage. Die vorgelagerten Gräben zu beiden Wällen befinden sich beide in gleicher Anordnung in Richtung Süden des Hochplateaus. Der zweite Wall ist ein um 75 Meter nachgelagertes identisches Hindernis des ersten Wallsystems und bildet damit keinen Ring. Die Anlage folgt damit dem Aufbau eines Abschnittswalls, einer Untergruppe der Ringwalltypen. 
1932 veröffentlichte Paul Steiner vom Provinzialmuseum Trier eine Schrift über Vorzeitburgen des Hochwaldes. Hier berichtete er im ersten Teil über älteste Befestigungsanlagen des Trierer Landes im Allgemeinen und stellte dabei eine Typologie von vorgeschichtlichen Befestigungsanlagen vor:
1. Der einfache Abschnittswall, ein Querwall mit davorliegendem Graben, der einen Bergsporn von einer Seite zur anderen abriegelt.
2. Der daraus weiterentwickelte Ringwallabschnitt, der in ähnlicher Weise einen hohen Querwall mit Graben aufweist, zusätzlich aber wegen weniger steilen Geländes niedrigere Ringwälle benötigt
3. Der eigentliche Ringwall, der ringsum mit einer gleich hohen Mauer in gleicher Form umgeben ist

Nach dieser vorgestellten Typologie von Ringwallanlagen handelt es sich in Brohl-Lützing um einen einfachen Abschnittswall, der mit einem weiteren dahinter gedoppelt wurde.

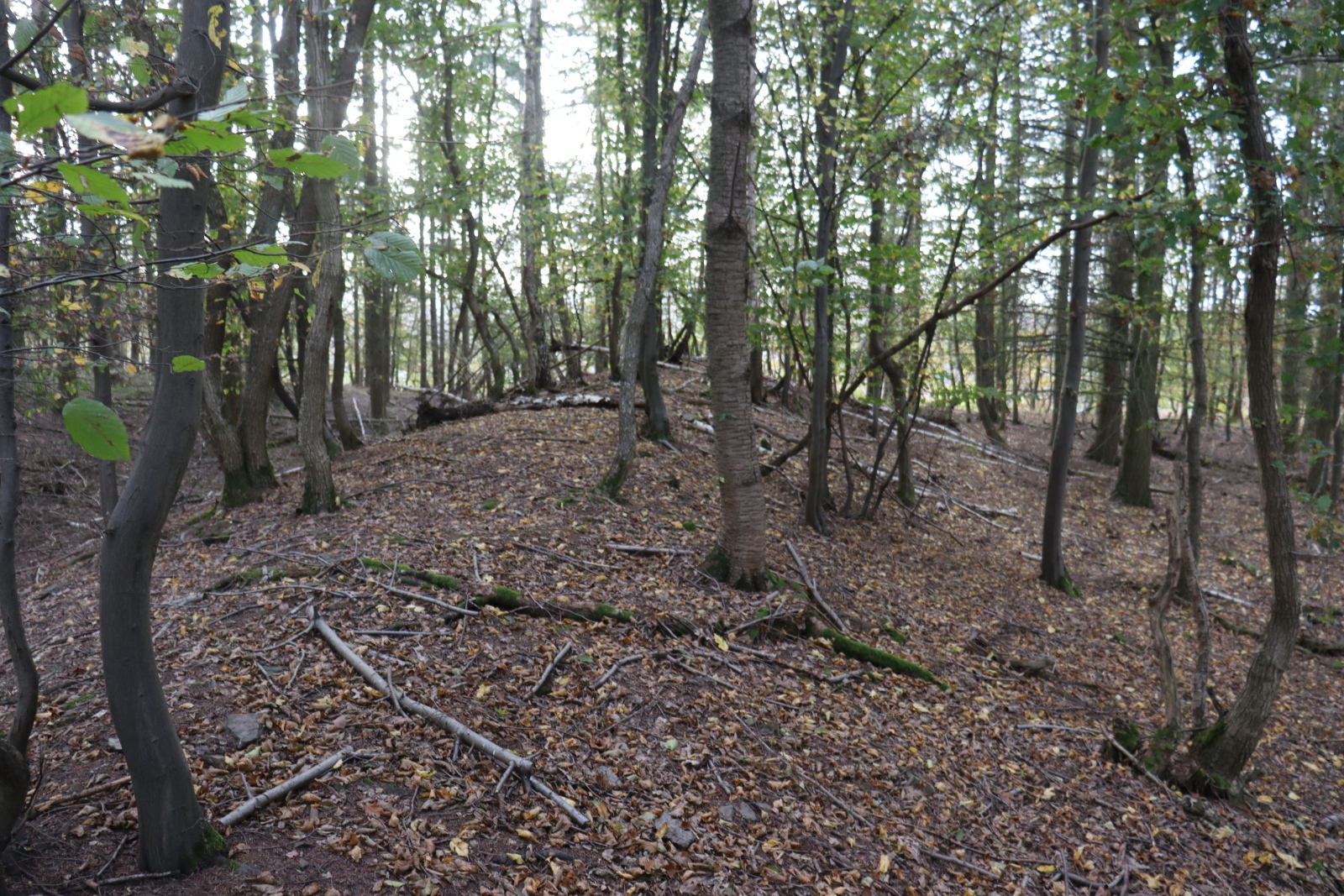
Wallgraben 1 Brohl-Lützing Richtung Dicktberg
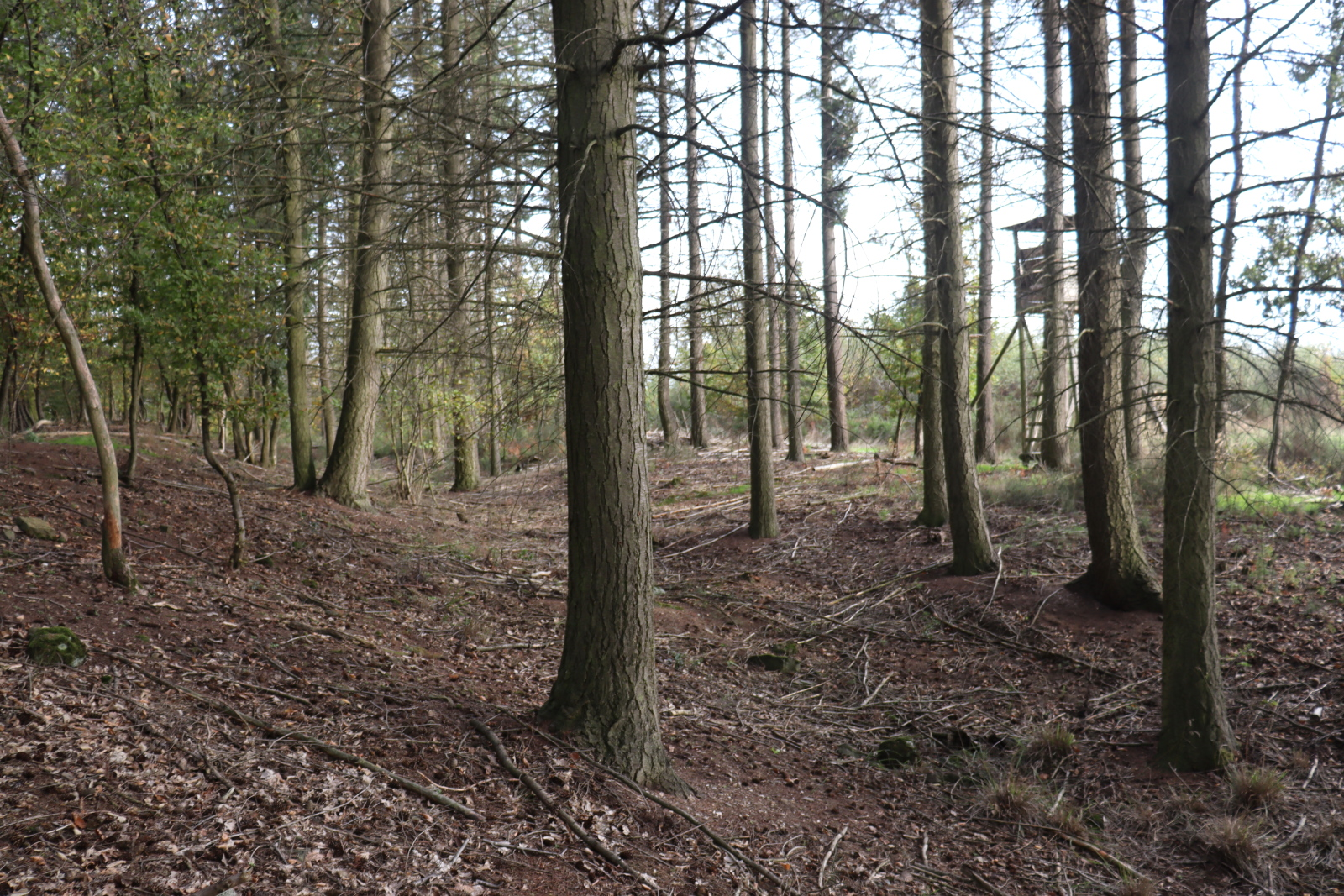
Wallgraben 2 Brohl-Lützing
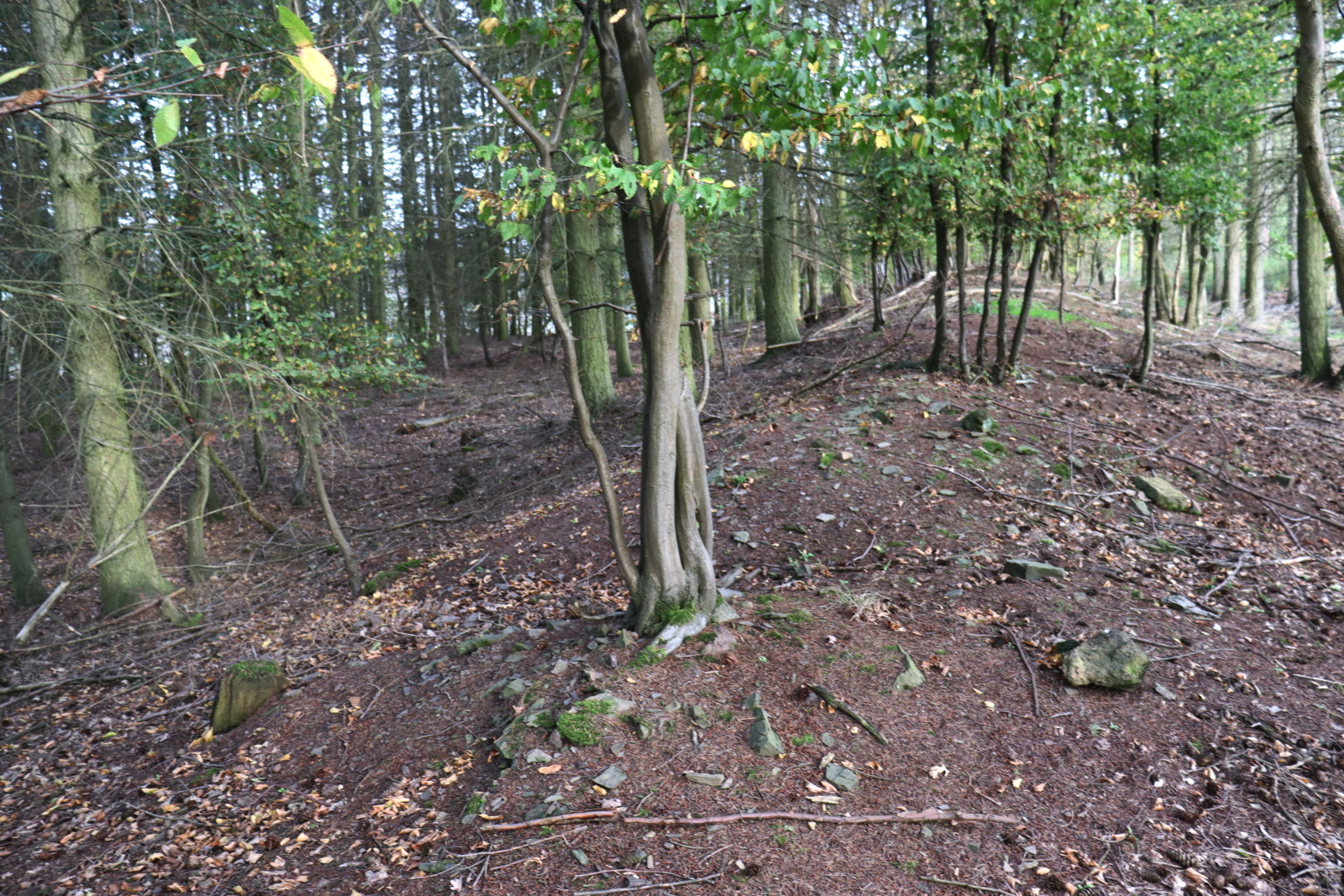
Wallgraben 2 Brohl-Lützing

### Benachbarte Fliehburgen
Im rheinabwärts gelegenen Nachbarort Bad Breisig sind zwei vorgeschichtliche Wallanlagen erwähnt und in Teilen noch in der Landschaft zu erkennen:
Ringwallanlage Reuterslei
Die Ringwallanlage in der Reuterslei in der Gemarkung Bad Breisig findet sich 1950  im Kartenwesen Landschaft im Wandel des Landesamtes für Vermessung und Geobasisinformation RLP eingetragen unter der Bezeichnung „K.D. Abschnittswälle“. 1990 findet sich an gleicher Stelle der Eintrag „K.D. Keltische Fliehburg“.

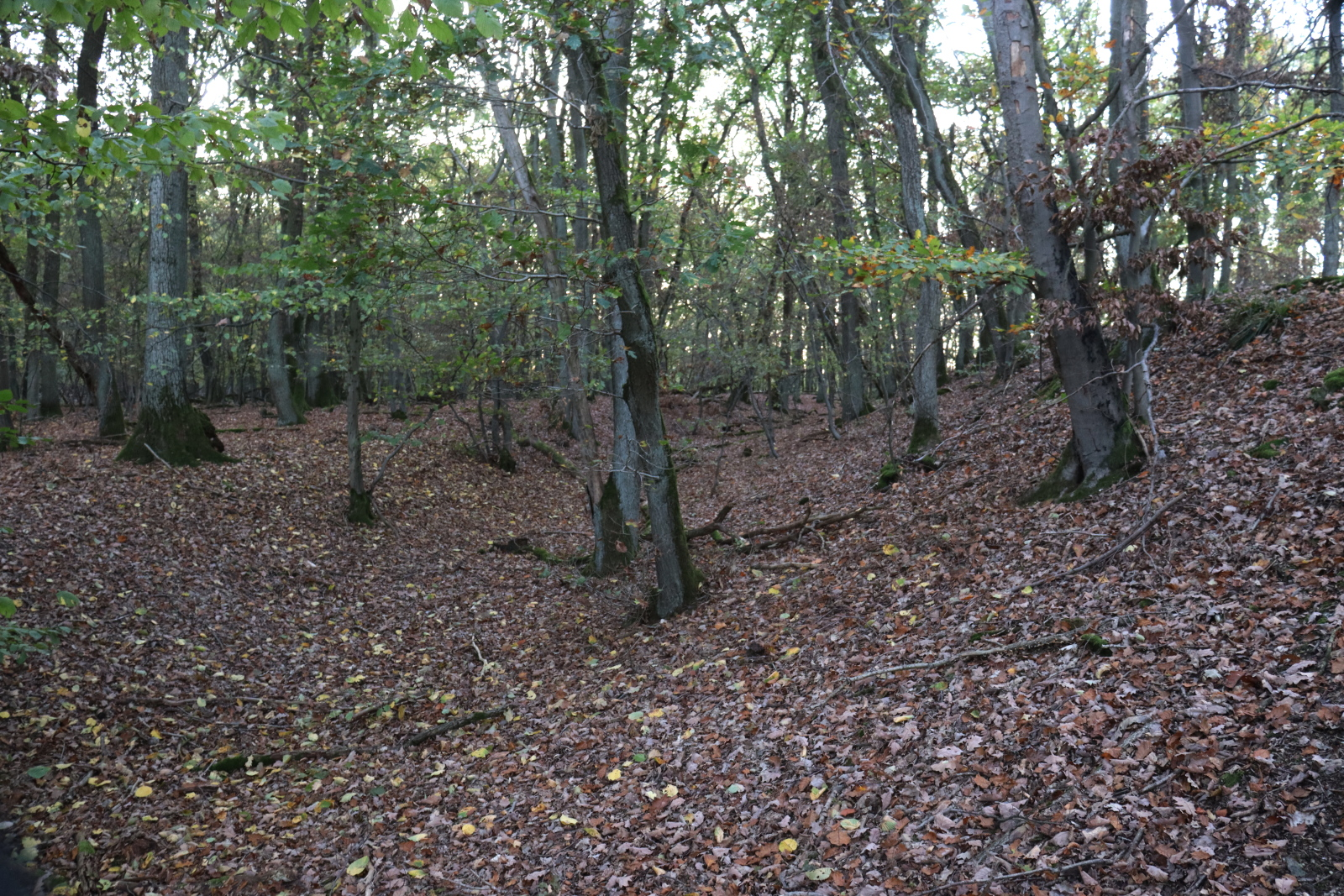
Nördlicher Wallgraben in Bad Breisig auf der Reuterslei Richtung Burg Rheineck
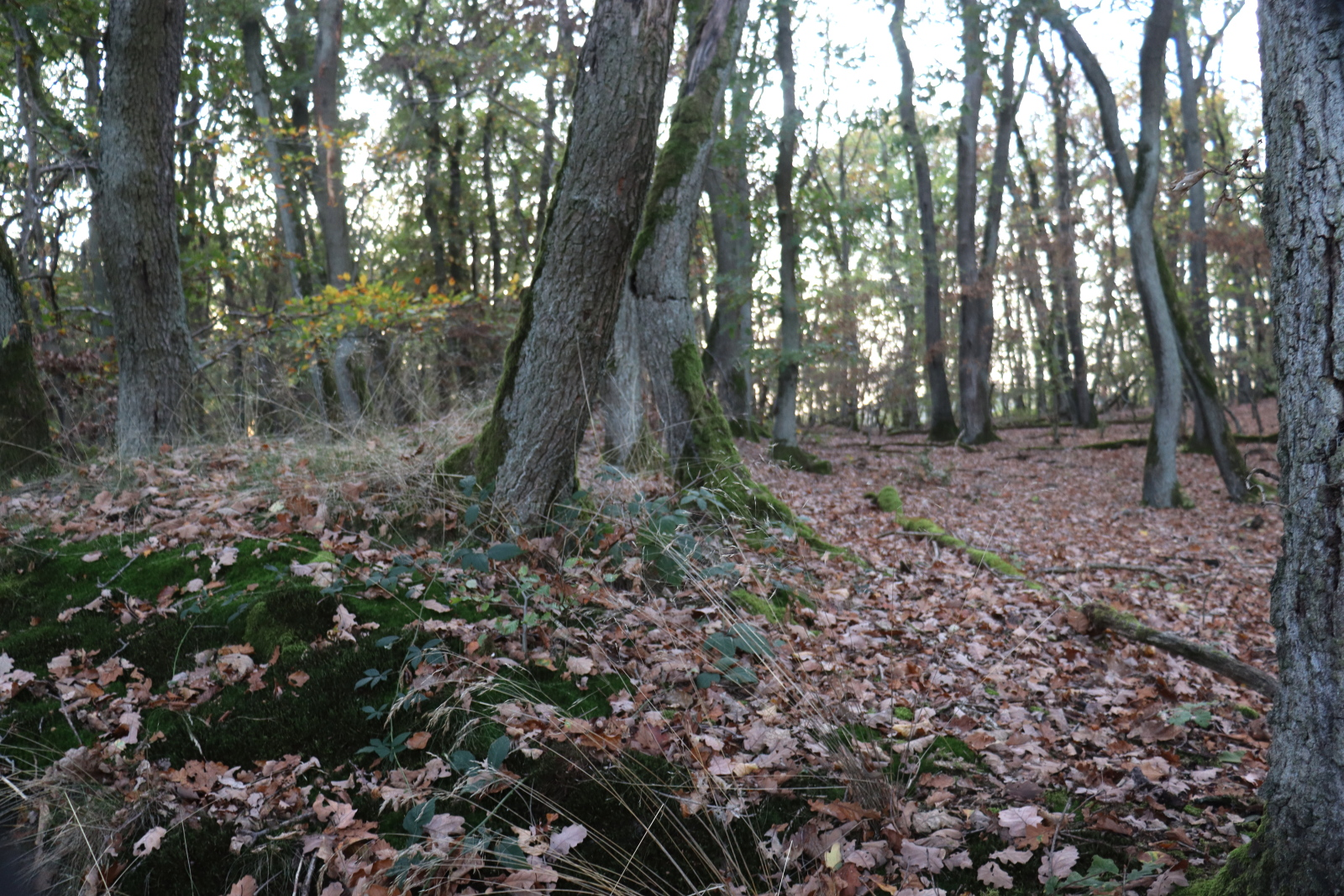
Nördlicher Wallgraben in Bad Breisig auf der Reuterslei Richtung Burg Rheineck
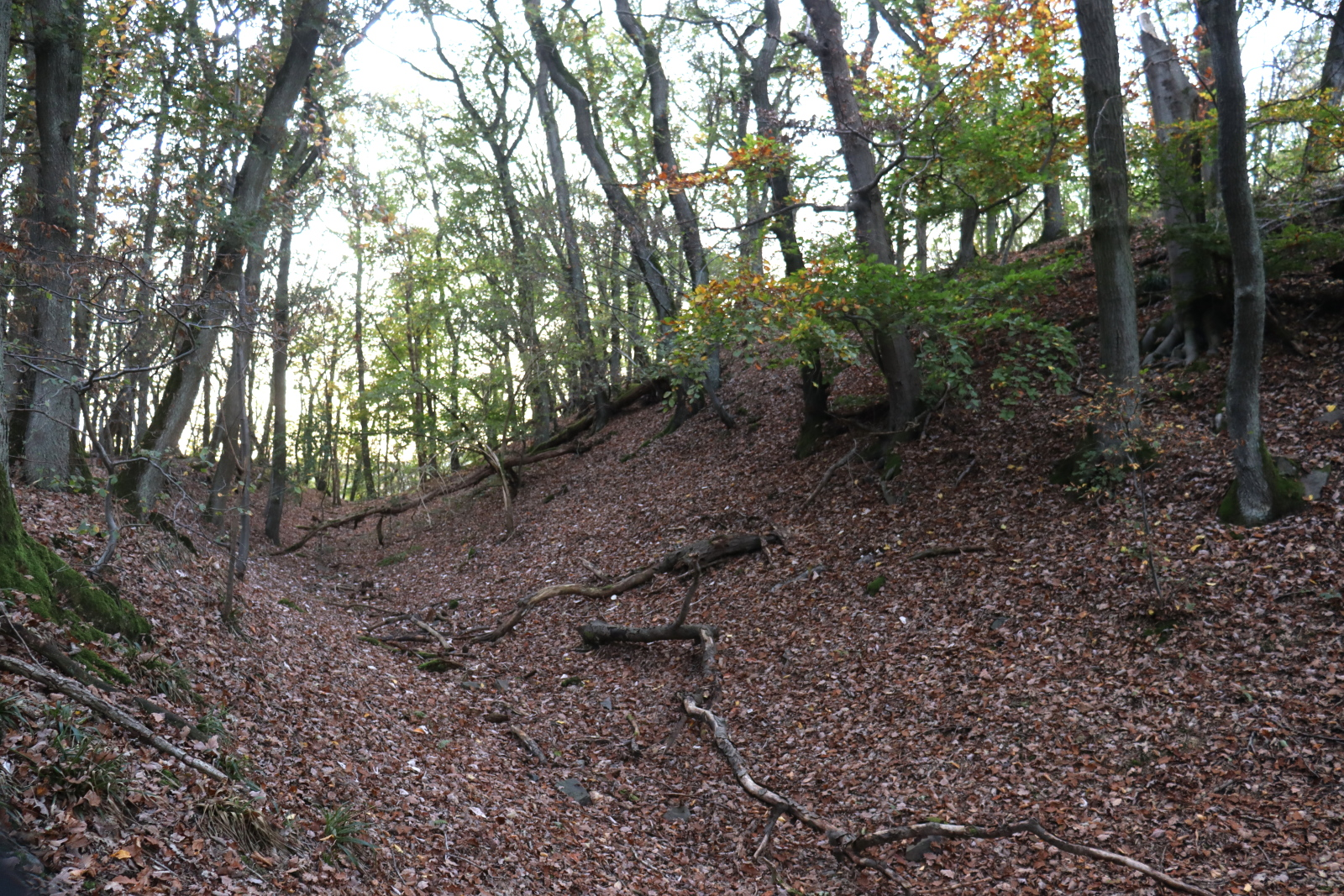
Südlicher Wallgraben in Bad Breisig auf der Reuterslei
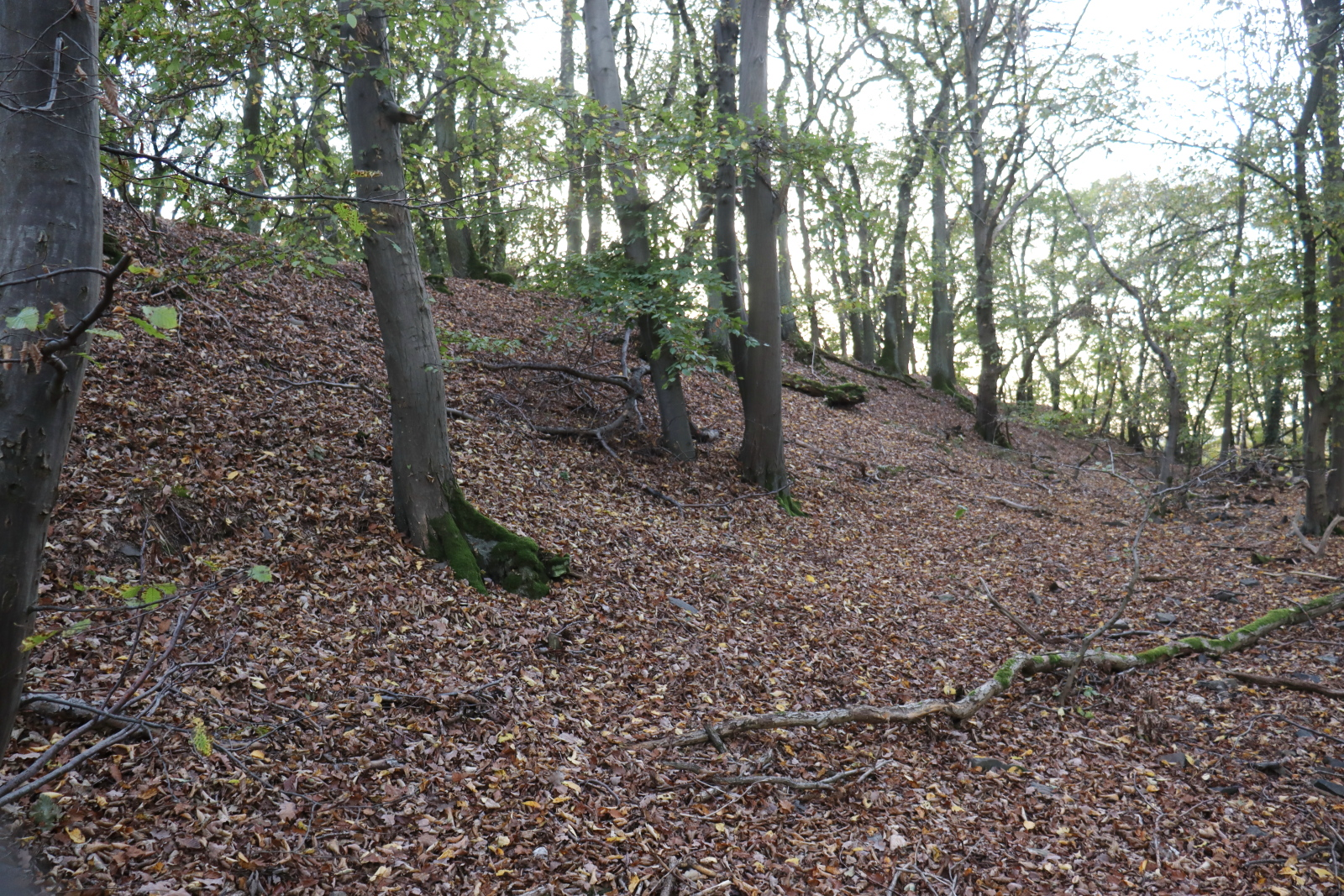
Südlicher Wallgraben in Bad Breisig auf der Reuterslei

Vorrömische Fliehburg Auf dem Hahn
Nördlich des Frankenbaches im Bad Breisiger Wald wurden von den Hobbyhistorikern W. Gückelhorn und W. Vogel 1995 Wälle und Gräben einer mutmaßlichen Fliehburg entdeckt, die in ihrer Gesamtanlage 1998 unter Denkmalschutz gestellt wurde. Nach Mitteilung von Gückelhorn und Volk wurde die anfängliche Vermutung, dass es sich um eine vorrömische Anlage handeln könnte, vom Landesamt für Denkmalpflege bestätigt.

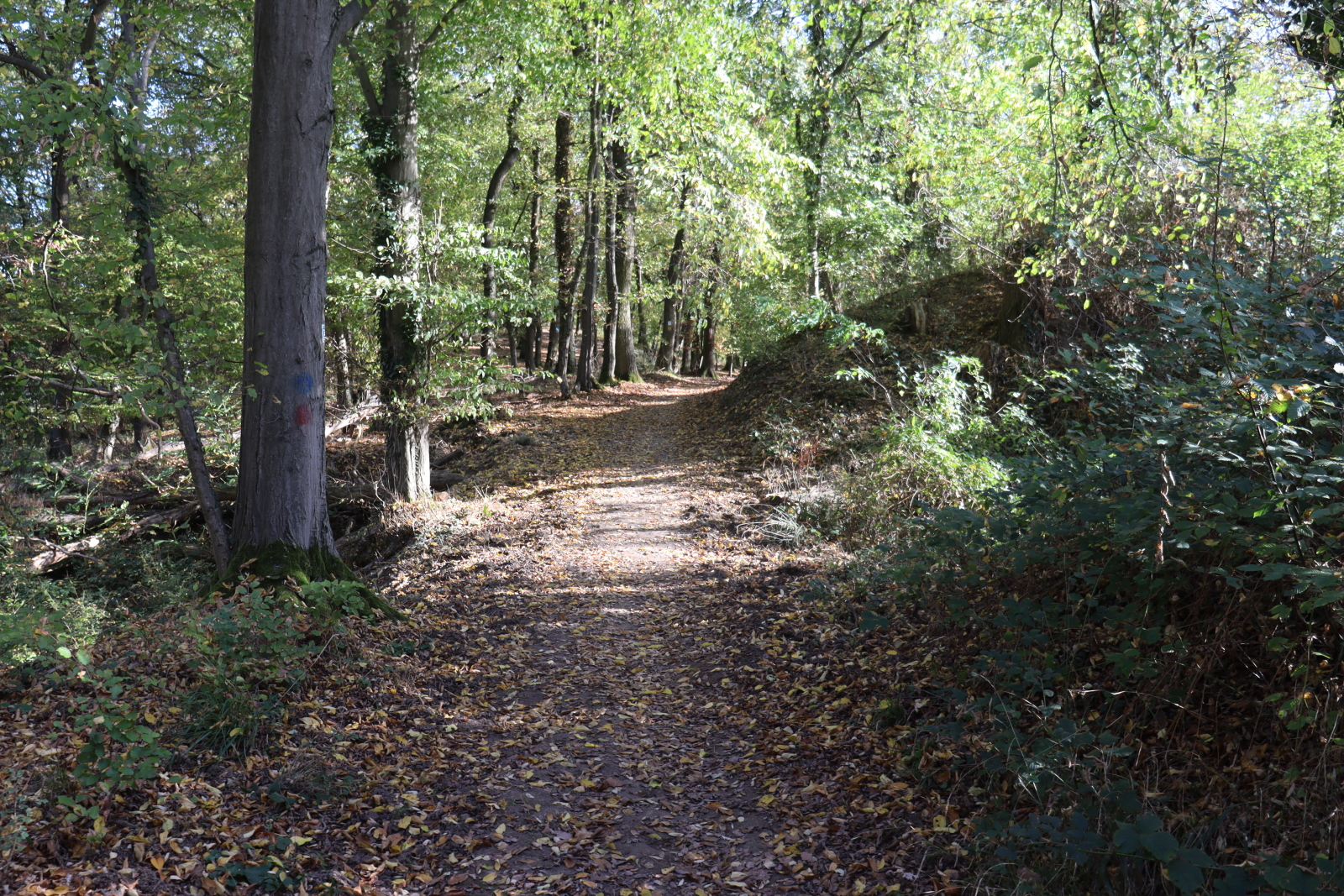
Teilstück des Walls mit vorgelagertem Graben Auf dem Hahn in Bad-Breisig am Rhein
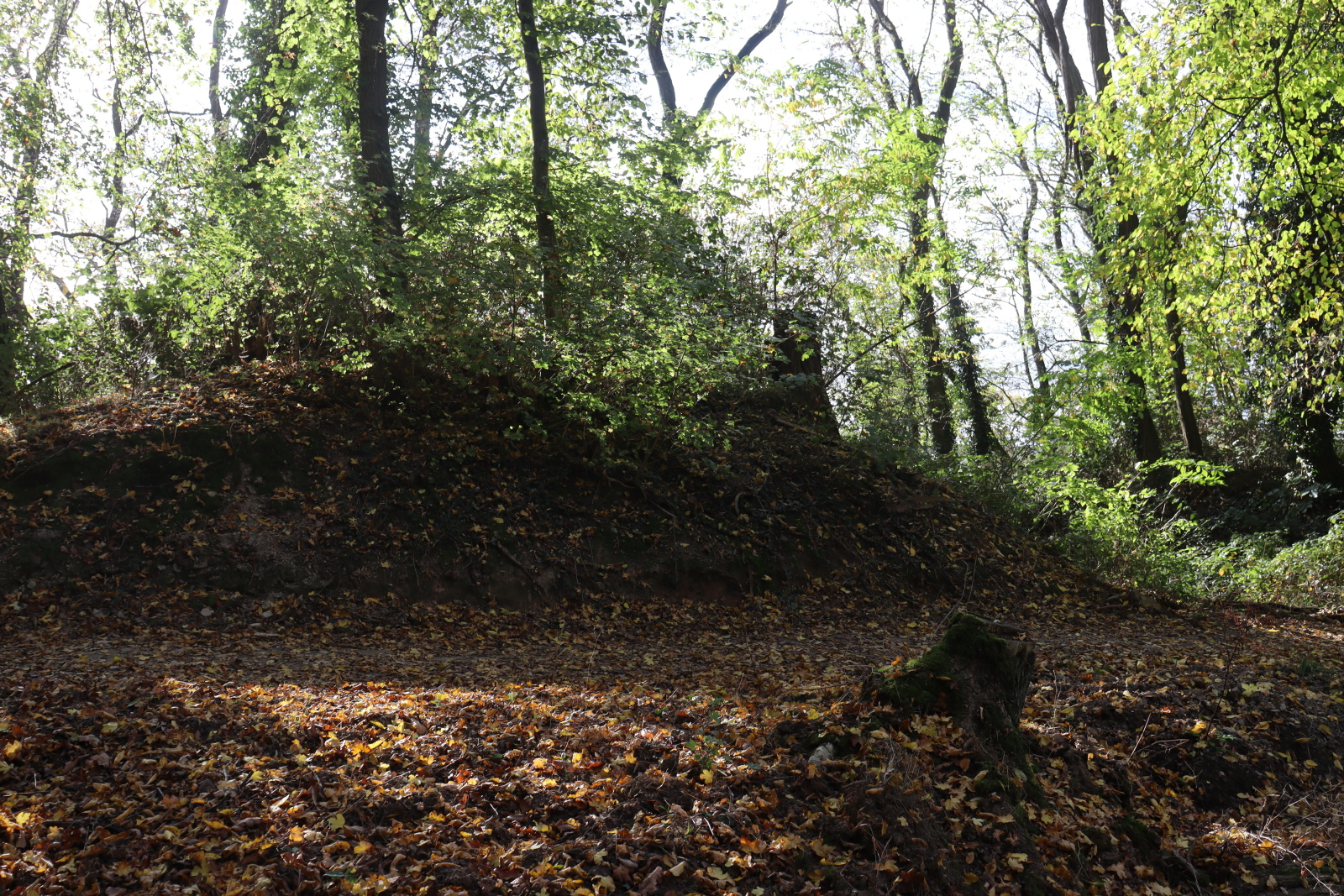
Teilstück des Walls mit vorgelagertem Graben Auf dem Hahn in Bad-Breisig am Rhein
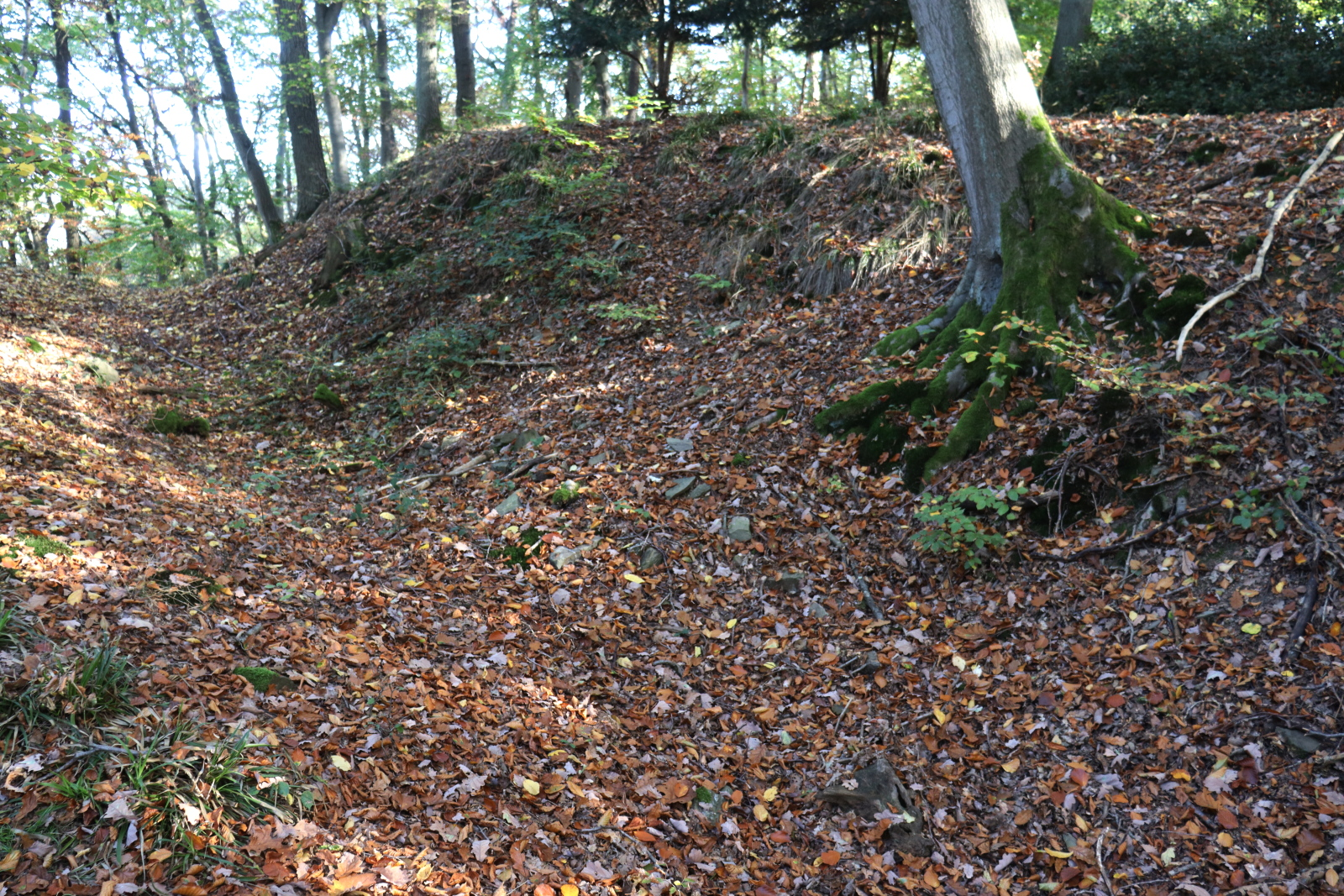
Teilstück des Walls Auf dem Hahn in Bad-Breisig am Rhein
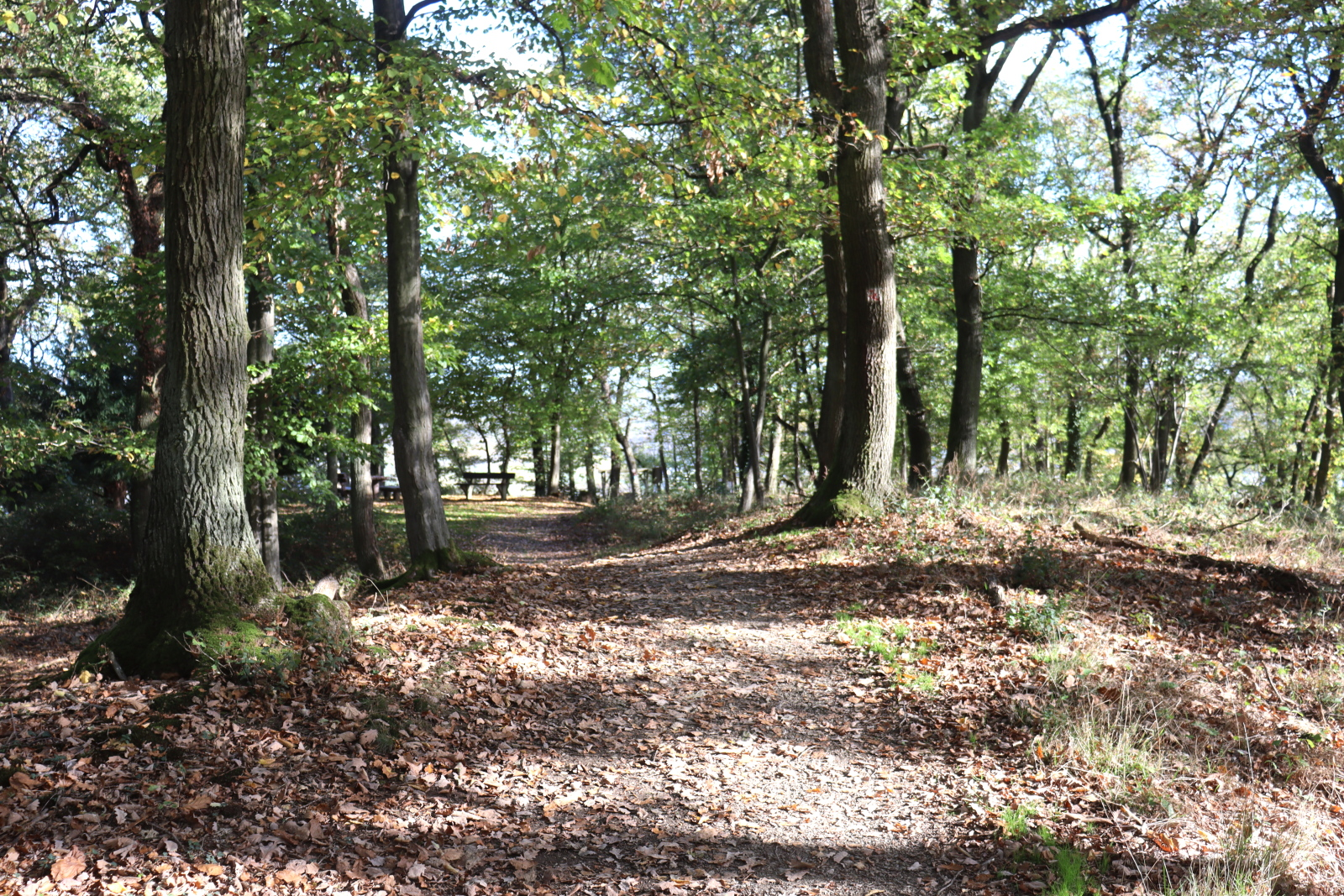
Das Plateau im Wallgrabenbereich Auf dem Hahn in Bad Breisig am Rhein